# Laura Ingraham
Laura Anne Ingraham (/ˈɪŋɡrəm/; Glastonbury (Connecticut), 19 juni 1963) is een Amerikaanse conservatieve televisiepresentatrice. Sinds oktober 2017 is ze presentatrice van The Ingraham Angle op Fox News Channel en hoofdredacteur van LifeZette. Ze presenteerde voorheen het landelijk uitgezonden radioprogramma The Laura Ingraham Show.
Ingraham werkte eind jaren tachtig als speechschrijver in de regering van Ronald Reagan. In 1991 behaalde ze haar doctorsgraad in rechten aan de Universiteit van Virginia en was ze juridisch medewerker bij rechter Clarence Thomas van het Amerikaanse Hooggerechtshof. Vervolgens werkte ze voor het advocatenkantoor Skadden, Arps, Slate, Meagher & Flom in New York. 
Ingraham begon haar mediacarrière halverwege de jaren negentig. Ze staat bekend om haar steun aan Donald Trump en fungeerde als informeel adviseur tijdens zijn presidentschap.
Ingraham is door Variety omschreven als ‘geen onbekende in het genereren van controverse’ en door Politico als een 'bekende provocateur'. Business Insider heeft de stijl van Ingraham op de radio omschreven als 'zich mengen in debatten over racisme en wapengeweld'. Ingraham heeft gezegd dat haar invloeden Ronald Reagan, Robert Bork en Pat Buchanan zijn.